# Osborne, Kansas
Osborne är administrativ huvudort i Osborne County i Kansas. Orten har fått sitt namn efter militären Vincent B. Osborne. Enligt 2010 års folkräkning hade Osborne 1 431 invånare.